# Aleksandr Hulewicz
Aleksandr Hulewicz, Aleksander Pawłowicz Hulewicz (ur. 15 marca 1923, zm. 18 sierpnia 1944 w Pakoszówce) – radziecki oficer, kapitan Armii Czerwonej.

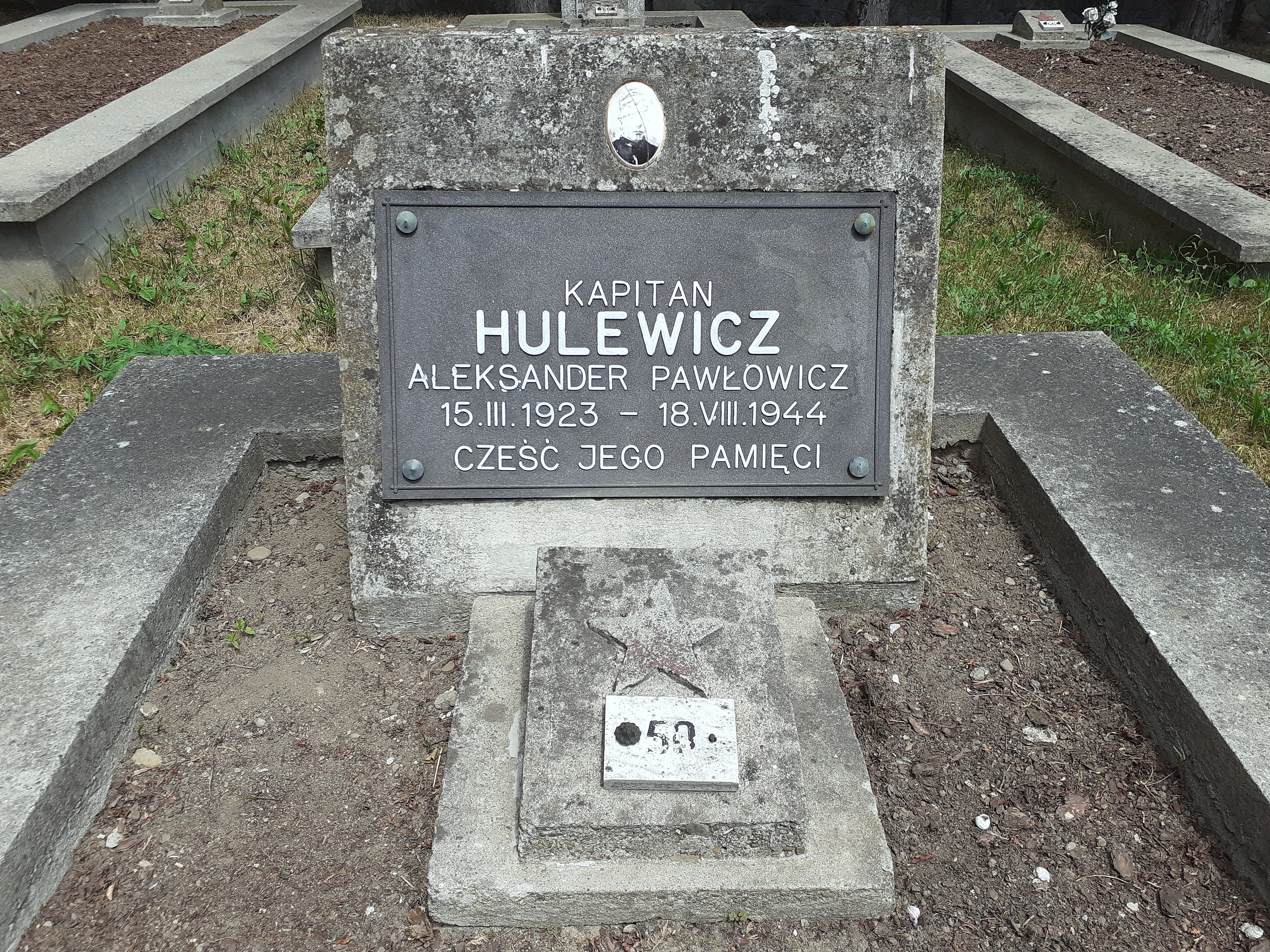
Nagrobek A.P. Hulewicza na cmentarzu w Sanoku

## Życiorys
Brał udział w II wojnie światowej w szeregach Armii Czerwonej. Służąc w stopniu kapitana w działaniach na froncie wschodnim w połowie sierpnia 1944 został ranny podczas ataku na pozycje niemieckie na linii Zarszyn–Bażanówka. Zmarł 18 sierpnia 1944 w szpitalu polowym w pobliskiej Pakoszówce.
Został pochowany w mogile nr 50 na terenie kwatery żołnierzy Armii Czerwonej na cmentarzu komunalnym w Sanoku.
Pamięć o nim była pielęgnowana w Pakoszówce w okresie PRL (w szkole ustanowiono kącik pamiątkowy). Podczas obchodów 60. rocznicy Wielkiej Rewolucji Październikowej imieniem kpt. Aleksandra Pawłowicza Hulewicza nazwano Szkołę Podstawową w Pakoszówce. Została wówczas odsłonięta tablica upamiętniająca oficera na gmachu szkoły. W uroczystościach 5 listopada 1977 uczestniczyli przedstawiciele władz PZPR oraz krewni Hulewicza, brat Mikołaj i siostra Wiktoria Kucharczuk z Brześcia. Patronat utrzymał się do 28 lutego 2007 (od 30 marca 2010 szkole przyznano patronat Ignacego Łukasiewicza).
Jego brat Mikołaj Hulewicz był ministrem oświaty Białoruskiej SRR.